# 爱德华·格里姆斯塔德
爱德华·格里姆斯塔德（挪威語：Edvard Grimstad，1933年3月29日—2014年4月3日），是一名挪威政治家。他是挪威中心党的成员，1989年，他担任挪威国会议员。
2014年4月3日，他因自然原因去世，享年91岁。